# جو کینگ (بازیگر)
جو کینگ (به انگلیسی: Joe King) (زاده ۹ فوریه ۱۸۸۳ – درگذشته ۱۱ آوریل ۱۹۵۱) بازیگر آمریکایی بود.
از فیلم‌هایی که وی در آن‌ها نقش داشته‌است، می‌توان به مخمصه اشاره نمود.